# Мавпа роловейська
Мавпа роловейська (Cercopithecus roloway) — вид приматів роду Мавпа (Cercopithecus) родини мавпові (Cercopithecidae). Деякі дослідники відносять цей вид до підвиду мавпи Діани (Cercopithecus diana).
Належить до категорії загрожених видів, точна чисельність популяції не встановлена, оскільки зустрічається в лісах рідко, а в національних парках не мешкає. Відзначені рідкісні зустрічі з роловейськими мавпами у лісах Гани і на сході Кот-д'Івуару, де мавпи є об'єктами полювання.

## Опис
Вид схожий на інші види мавп, але відрізняється своєю довгою бородою. Хутро переважно чорного забарвлення, а горло і внутрішня сторона його руки білі, стегна і спина — помаранчеві. Довжина тіла варіює від 100 до 145 см і вагою від 4 до 7 кілограмів. Це деревний вид і утворює соціальні групи 15-30 осіб. Його раціон складається з фруктів, квітів, насіння і комах.